# 안상태
안상태(1978년 8월 1일 ~ )는 대한민국의 희극인이다.

## 생애
그는 충남 아산 출신으로 2002년 연극배우 첫 데뷔하였고 2004년 KBS 개그맨 19기 공채로 정식 데뷔하였다.

## 학력
- 인주중학교
- 천안중앙고등학교
- 단국대학교 천안캠퍼스 전자공학 학사

## 출연작

### TV 드라마
- 2019년 《꽃파당: 조선혼담공작소》 (JTBC) - 껄덕쇠 역 (특별출연)
- 2018년 《예능 수상한 인력소》 (채널 A)
- 2018년 《내 아이디는 강남미인》 (JTBC) - 택시 승객 역 (특별출연)
- 2016년 《고호의 별이 빛나는 밤에》 (중국 소후 닷컴)
- 2015년 《그녀는 예뻤다》 (MBC) - 마트 직원 역
- 2015년 《앵그리맘》 (MBC)
- 2015년 《태양의 도시》 (MBC 드라마넷)
- 2015년 《미생물》 (tvN) - 변형철 부장 역
- 2014년~2015년 《전설의 마녀》 (MBC) - 고시생 역
- 2013년 《못난이 주의보》 (SBS) - 박무플 역
- 2012년 《마의》 (MBC) - 자봉 역
- 2012년 《옥탑방 왕세자》 (SBS) - 경찰관 역 (특별출연)
- 2011년~2012년 《애정만만세》 (MBC) - 남대문 역
- 2010년 《역전의 여왕》 (MBC) - 강동원 역
- 2010년 《검사 프린세스》 (SBS) - 호텔 직원 역 (특별출연)
- 2008년 《그분이 오신다》 (MBC)
- 2007년 《칼잡이 오수정》 (SBS) - 수정 감시 커플 역
- 2006년 《레인보우 로망스》 (MBC)
- 2005년 《사랑도 리필이 되나요?》 (KBS2)

### 방송
- 2020년 《TV는 사랑을 싣고》(KBS1) 게스트
- 2013년 ~ 2014년 《코미디 빅리그》 (tvN)
  - 《운수 좋은 날》
  - 《창업의 신》
- 2012년 콕! 맛있는 세계여행 (대교어린이TV)
- 2012년 개그공화국 (MBN)
- 2012년 켠김에 왕까지 (온게임넷)
- 2011년 별별랭킹쇼 (JTBC)
- 2011년 놀러와 (MBC)
- 2011년 ~ 2012년 《행복충전 2시》 - with 개그맨 정철규와 함께 진행 (경인방송 iTVFM)
- 2010년 ~ 2011년 《행복충전 2시》 - with 개그우먼 남정미와 함께 진행 (경인방송 iTVFM)
- 2010년 1대 100 (KBS2)
- 2010년 생방송 오늘 (KBS2)
- 2010년 TV는 사랑을 싣고 (KBS1)
- 2010년 위기탈출 넘버원 (KBS2)
- 2009년 그녀의 스타일 (KBS2)
- 2009년 한국정책방송 KTV 청년시대, 실크세대
- 2009년 TV는 사랑을 싣고 (KBS1)
- 2009년 거꾸로 뉴스 (mbn 매일경제TV)
- 2008년 스타 골든벨 (KBS2)
- 2005년 TV는 사랑을 싣고 (KBS2)
- 2004년 ~ 2006년, 2008년 가족오락관 (KBS1) 게스트
- 2004년 코미디 파일 (KBS2)
  - 〈제17대 어전회의〉
- 2004년 쇼! 행운열차 (KBS2)
  - 〈황혼민박〉
  - 〈제17대 어전회의〉
- 2004년 개그콘서트 (KBS2)
  - 〈깜빡 홈쇼핑〉
  - 〈마데 홈쇼핑〉
  - 〈굳세어라 안사장〉
  - 〈끝장TV〉
  - 〈뜬금뉴스〉안상태 특파원 역
  - 〈실미도 학원〉
  - 〈안습극단〉
  - 〈어색극단〉
  - 〈BB채널〉
  - 〈봉숭아 학당〉안상태 기자 역, 안공식 역
  - 〈내 이름은 안상순〉
  - 〈춤추는 대수사선〉
  - 〈누렁이〉
  - 〈김병만의 역사스페셜〉
  - 〈수출용개그〉
  - 〈액션리얼리티〉
  - 〈희극지왕〉
  - 〈우주 라이크〉 동창회 특집 출연, 안상태 기자 역
  - 〈요리하는 고야〉고야쉐프 역
  - 〈회의자들〉
  - 〈극단적 극단〉단장 역

### 영화
- 2014년 《소녀괴담》 - 안상순 역
- 2014년 《역린》 - 왕대비전내관 1 역
- 2013년 《완전 소중한 사랑》 - 성형외과 의사 역
- 2010년 《지구대표 롤링스타즈》 - 야구 캐스터 (목소리) 역
- 2008년 《라듸오 데이즈》 - 우편국 직원 / 호송원 역
- 2006년 《무사안일》
- 2006년 《작업의 정석》 - 비신 역
- 2005년 《안녕, 형아》 - 나이트 삐끼 / 웨이터 50원 역 (특별출연)
- 2005년 《야수와 미녀》 - 정석 역

### CF
- 2005년 페리카나 페리윙
- 2008년 한국야쿠르트 닥터 제로
- 2008년 게임하이 메탈 레이지
- 2010년 유한킴벌리 티엔

### MC
- 2010~2013 삼성 열정락서 시즌1~시즌5 진행
- 2011 삼성 토크 뮤직콘서트 진행
- 2011 삼성희망블러그 페스티발
- 2012 삼성 드림클래스 진행
- 2013 삼성 드림락서 진행
- 2005~2015 대학축제행사 진행
- 2014~2015 성남 시립합창단 공연 진행

### 강의
- 2010~2015 소프트웨어 저작권 강의

### 공연
- 2005 안어벙 show
- 2009~2014 안상태의 1인극 상태좋아?(Are you OK?)

### 음악
- 2013 《나는 안톰》 작사 자작곡 싱글 앨범 발표

## 유행어
- 빠져 봅시다~ (깜빡 홈쇼핑, 마데 홈쇼핑)
- 이게 뭐니 이게~ (깜빡 홈쇼핑, 마데 홈쇼핑)
- 난~ 뿐이고! (뜬금뉴스, 봉숭아 학당)
- 오빠 너 내 스타일이다!~ 옆에 있는 너, 죽어 너!! (내 이름은 안상순)
- ~고야! (요리하는 고야)

## 수상
- 2004년 KBS 연예대상 코미디부문 남자 신인상
- 2004년 KBS 연예대상 코미디부문 최우수 코너상
- 2005년 제12회 대한민국 연예예술상 희극인부문상
- 2007년 제14회 대한민국 연예예술상 최우수코너상

## 같이 보기
- 김상태